# A Good Day
A Good Day è il primo album in studio della cantautrice statunitense Priscilla Ahn, pubblicato nel 2008.

## Tracce
Tutti i brani sono stati scritti da Priscilla Ahn, tranne dove indicato.
1. Dream – 3:32
2. Wallflower – 3:00
3. I Don't Think So – 2:18
4. Masters in China (Benji Hughes) – 3:20
5. Leave the Light On – 3:15
6. Red Cape – 2:55
7. Astronaut (G. Seyffert, Priscilla Ahn) – 3:32
8. Lullaby – 4:44
9. Find My Way Back Home – 2:26
10. Opportunity to Cry (Willie Nelson) – 3:26
11. A Good Day (Morning Song) – 3:24